# Neue Post (1917–1920)
Die Neue Post war eine deutschsprachige Tageszeitung, die von 1917 bis 1920 in Budapest im Königreich Ungarn in der Habsburgermonarchie und hierauf in der Republik Ungarn erschienen ist. Sie war die Nachfolgerin des Neuen kleinen Journals (1897–1917). Ebenso wie andere deutschsprachige Zeitungen vertrat auch sie die Interessen der deutschsprachigen Bewohner des Königreiches Ungarn. Während des Krieges veröffentlichte die Neue Post Kriegsnachrichten und bot überdies Berichte zum politischen, gesellschaftlichen und wirtschaftlichen Geschehen sowie einen Kulturteil mit Gedichten und Belletristik. In der Debatte zum Verbleib der deutschsprachigen Siedlungsgebiete im ungarischen Staat nach Ende des Ersten Weltkriegs sprach sich die Redaktion eindeutig gegen einen Anschluss an Österreich aus und bekräftigte die Loyalität zu Ungarn. Während des Bestehens der Ungarischen Räterepublik stellte die Zeitung ihr Erscheinen vom März bis Oktober 1919 ein. Im Oktober 1920 wurde sie endgültig eingestellt. Nachfolger wurde die Pester Zeitung (1920–1921).